# Phedina
Phedina és un dels gèneres d'ocells, de la família dels hirundínids (Hirundinidae).

## Taxonomia
Segons la classificació del Congrés Ornitològic Internacional (versió 13.2, 2023), aquest gènere nomñés conté una espècie:
- Phedina borbonica - oreneta de les Mascarenyes.

L'oreneta de Brazzà (Phedinopsis brazzae) anteriorment també s'incloïa al gènere Phedina. Tanmateix se la traslladà en el seu propi gènere Phedinopsis a causa de les diferències significatives en les vocalitzacions i el tipus de niu respecte al seu parent.